# Libelloides jungei
Libelloides jungei là một loài côn trùng trong họ Ascalaphidae thuộc bộ Neuroptera. Loài này được Aistleitner miêu tả năm 1982.